# スタン・ウィンストン
スタン・ウィンストン（Stan Winston、1946年4月7日 - 2008年6月15日）は、アメリカの主に特殊メイクを手がけたSFXアーティスト。アニマトロニクスも得意とした。バージニア州立大学卒。ユダヤ系。息子は俳優のマット・ウィンストン。

## 来歴
元々は俳優を志していたが、成功のチャンスが少ない事を悟って特殊効果の分野に転向、『ターミネーター』の特殊メイクとサイボーグ骨格の表現で脚光を浴びる。『エイリアン2』で第59回アカデミー賞の視覚効果賞を受賞し、『ターミネーター2』では第64回アカデミー賞の視覚効果賞とメイクアップ賞を受賞、『ジュラシック・パーク』でも第66回アカデミー賞で再び視覚効果賞を受賞した。2001年にはハリウッド・ウォーク・オブ・フェームに名を刻んだ（ハリウッド大通り6522番地）。『パンプキンヘッド』などの監督作品もある。
2008年6月15日、米カリフォルニア州の自宅にて、骨髄腫のため死去。62歳。
その死去に関して、俳優時代に『ターミネーター』シリーズで組んだアーノルド・シュワルツェネッガーカリフォルニア州知事が哀悼の意を表明、ジョン・ファヴローが『アイアンマン』の受賞したスパイクTVスクリーム賞を捧げたほか、その完成前に亡くなった映画『ターミネーター4』ではT-800の試作型がT-R.I.P（設定では抵抗軍潜入試作型"Resistance Infiltrator Prototype"の略称となっているが、R.I.Pとは英語で「安らかに眠れ (Rest In Peace)」の略語である）と名付けられ、映画の最後にも「スタン・ウィンストンの思い出に捧ぐ」とクレジットされている。
彼の死去に伴いスタン・ウィンストン・スタジオも解散したが、彼の門下のVFXスーパーバイザー達により、スタッフをほぼ引き継ぐ形で新たに「レガシー・エフェクツ」（Legacy Effects）が立ち上げられた。この社名にはスタンが築いた業績を継承するという理念が込められている。
映画監督のジェームズ・キャメロンはウィンストンの盟友であり、1990年代前半には彼と共にVFX会社デジタル・ドメインを立ち上げている。
岐阜県下呂市に有る「留之助商店」（オーナーはSFX著書で有名な中子真治）にて、T-800、プレデター、パンプキンヘッド等、実際に劇中で使用されたウィンストンの数々の貴重な作品が展示されている。

## 代表作品
- ハートビープス/恋するロボットたち Heartbeeps（1981年）
- 遊星からの物体X　The Thing（1982年）
- ターミネーター The Terminator（1984年）
- スペースインベーダー Invaders from Mars（1986年）
- エイリアン2 Aliens（1986年）
- プレデター Predator（1987年）
- ドラキュリアン The Monster Squad（1987年）
- リバイアサン Leviathan（1989年）
- シザーハンズ Edward Scissorhands（1990年）
- ターミネーター2 Terminator 2: Judgment Day（1991年）
- バットマン リターンズ Batman Returns（1992年）
- ジュラシック・パーク Jurassic Park（1993年）
- ゴースト Ghost（1996年） - 監督兼任。マイケル・ジャクソンのショート・フィルム。
- ゴースト&ダークネス The Ghost and the Darkness（1996年）
- ロスト・ワールド/ジュラシック・パーク The Lost World: Jurassic Park（1997年）
- レリック The Relic（1997年）
- スモール・ソルジャーズ Small Soldiers（1998年）
- GO!GO!ガジェット Inspector Gadget （1999年）
- A.I. A.I.: Artificial Intelligence（2001年）
- ジュラシック・パークIII Jurassic Park III（2001年）
- ターミネーター3 Terminator 3: Rise of the Machines（2003年）
- 今日も僕は殺される The Deaths of Ian Stone（2007年）
- アイアンマン Iron Man（2008年）

## 受賞・ノミネート
- アカデミー賞
  - メイクアップ賞
受賞：『ターミネーター2』
ノミネート：『ハートビープス/恋するロボットたち』『シザーハンズ』『バットマン リターンズ』
  - 視覚効果賞
受賞：『エイリアン2』『ターミネーター2』『ジュラシック・パーク』
ノミネート：『プレデター』『ロスト・ワールド/ジュラシック・パーク』『A.I.』